# Chantonnay

Chantonnay este o comună în departamentul Vendée, Franța. În 2009 avea o populație de 8,168 de locuitori.